# Bejt ha-Arava
Bejt ha-Arava (hebrejsky בֵּית הָעֲרָבָה, podle biblické lokality „Bét-araba“, kterou zmiňuje Kniha Jozue 15,61, v oficiálním přepisu do angličtiny Bet HaArava, přepisováno též Beit HaArava) je vesnice typu kibuc a izraelská osada na Západním břehu Jordánu v distriktu Judea a Samaří a v Oblastní radě Megilot.

## Geografie
Nachází se ve výšce 320 metrů pod úrovní moře, v příkopové propadlině Jordánského údolí poblíž severního břehu Mrtvého moře, cca 5 kilometrů jihovýchodně od centra palestinského města Jericho, cca 23 kilometrů východně od historického jádra Jeruzalému a cca 72 kilometrů jihovýchodně od centra Tel Avivu.
Bejt ha-Arava je na dopravní síť Západního břehu Jordánu napojena pomocí dálnice číslo 1, která spojuje Tel Aviv, aglomeraci Jeruzalému a oblast poblíž Mrtvého moře a která se nedaleko osady kříží se silnicí číslo 90 (takzvaná Gándího silnice - hlavní severojižní spojnice v Jordánském údolí).
Nachází se v řídce osídlené oblasti podél západního a severního břehu Mrtvého moře, ve které dominují drobná izraelská sídla. Severozápadně odtud ovšem leží lidnaté palestinské město Jericho.

## Dějiny
Židovská osada Bejt ha-Arava v místech nynější vesnice byla založena už v roce 1939. V době arabsko-izraelské války v letech 1948-1949 ale byli zdejší usedlíci nuceni se vystěhovat, protože oblast dobyly arabské síly. Arabové poté ves zcela zbourali, včetně hřbitova. Někteří členové dobytého kibucu pak odešli zakládat nový kibuc Gešer ha-Ziv v severním Izraeli, nedaleko města Naharija. Asi stovka vyhnanců z Bejt ha-Arava založila kibuc Kabri, rovněž poblíž Naharije.
Poté, co Izrael v roce 1967 získal kontrolu nad Západním břehem Jordánu, byla Bejt ha-Arava obnovena (pár kilometrů západně od původního místa). Vesnice byla zřízena roku 1980. Už 30. dubna 1979 rozhodla izraelská vláda, že v této oblasti bude zřízena osada typu nachal (tedy kombinace vojenského a civilního osídlení) pod pracovním názvem Almog Bet, což bylo provedeno v červenci 1980. 14. listopadu 1983 pak vláda souhlasila s jejím převodem na ryze civilní osadu s plánovanou kapacitou 120 rodin (v 1. fázi 30 rodin). K faktickému provedení tohoto rozhodnutí ale došlo až v září 1986. Územní plán obce počítá s výhledovou kapacitou 120 bytových jednotek (z nich zatím postaveno cca 40).
V obci funguje zařízení předškolní péče o děti. Základní škola je k dispozici v nedaleké vesnici Kalija. Vesnice funguje jako kolektivní kibuc a zemědělství je nadále součástí místní ekonomiky.
Počátkem 21. století nebyla Bejt ha-Arava zahrnuta do projektu Izraelské bezpečnostní bariéry. Ta do svých hranic začlenila pouze západněji položené izraelské osady v bloku okolo města Ma'ale Adumim. Podle stavu k roku 2008 ale nebyla tato bariéra ještě zbudována a ani její trasa v tomto úseku nebyla stanovena. Budoucí existence vesnice závisí na parametrech případné mírové smlouvy mezi Izraelem a Palestinci.

## Energetika
U vesnice ležela solární elektrárna typu „solární rybník“ – největší svého druhu na světě – měla plochu 52 akrů a výkon 5 MW. Fungovala do roku 1988.

## Demografie
Obyvatelstvo Bejt ha-Arava je v databázi rady Ješa popisováno jako sekulární. Podle údajů z roku 2014 tvořili naprostou většinu obyvatel Židé (včetně statistické kategorie "ostatní", která zahrnuje nearabské obyvatele židovského původu ale bez formální příslušnosti k židovskému náboženství).
Jde o menší obec vesnického typu s dlouhodobě stagnující populací. K 31. prosinci 2014 zde žilo 134 lidí. Během roku 2014 registrovaná populace stoupla o 1,5 %.
| Rok            | 1995 | 1996 | 1997 | 1998 | 1999 | 2000 | 2001 | 2002 | 2003 | 2004 | 2005 | 2006 | 2007 | 2008 | 2009 | 2010 | 2011 | 2012 | 2013 | 2014 |
| -------------- | ---- | ---- | ---- | ---- | ---- | ---- | ---- | ---- | ---- | ---- | ---- | ---- | ---- | ---- | ---- | ---- | ---- | ---- | ---- | ---- |
| Počet obyvatel | 27   | 26   | 35   | 42   | 45   | 55   | 59   | 52   | 54   | 69   | 83   | 87   | 102  | 96   | 95   | 120  | 122  | 119  | 132  | 134  |